# Basketball-Südamerikameisterschaft 1999
Die Basketball-Südamerikameisterschaft 1999, die achtunddreißigste Basketball-Südamerikameisterschaft, fand zwischen dem 14. und 20. Juni 1999 in Bahía Blanca, Argentinien statt, das zum sechsten Mal die Meisterschaft ausrichtete. Gewinner war die Nationalmannschaft Brasiliens, die zum fünfzehnten Mal den Titel erringen konnte. 

## Spielort
Gespielt wurde im 4.000 Zuschauer fassenden Estadio Osvaldo Casanova.

## Ergebnisse

### Vorrunde
In der Vorrunde spielten zehn Mannschaften in zwei Gruppen zu je fünf Mannschaften. Jede Mannschaft spielte gegen die anderen Mannschaften in der jeweiligen einmal, sodass jede Mannschaft vier Spiele (insgesamt fanden zwanzig Spiele statt) absolvierte. Pro Sieg gab es zwei Punkte, für eine Niederlage immerhin noch einen Punkt. Die zwei besten Mannschaften der jeweiligen Gruppe zogen in das Halbfinale ein. Die anderen drei Mannschaften spielten der jeweiligen Gruppe spielten gegen den gleichplatzierten der anderen Gruppe um die Position fünf bis zehn.
Gruppe A
| Platzierung | Mannschaft | Punkte | G | V | Körbe   | Diff |
| ----------- | ---------- | ------ | - | - | ------- | ---- |
| 1           | Brasilien  | 8      | 4 | 0 | 365:259 | +106 |
| 2           | Uruguay    | 7      | 3 | 1 | 390:299 | +91  |
| 3           | Paraguay   | 6      | 2 | 2 | 312:312 | 0    |
| 4           | Chile      | 5      | 1 | 3 | 314:314 | 0    |
| 5           | Bolivien   | 4      | 0 | 4 | 233:430 | −197 |

| 14. Juni |                                        | Uruguay | 126 – 52 | Bolivien | Estadio Osvaldo Casanova |
| 14. Juni | Punkte pro Halbzeit: 59 : 26, 67 : 26. |         |          |          | Estadio Osvaldo Casanova |
| 14. Juni |                                        |         |          |          | Estadio Osvaldo Casanova |
| 14. Juni |                                        |         |          |          | Estadio Osvaldo Casanova |

| 14. Juni |                                        | Brasilien | 77 – 62 | Chile | Estadio Osvaldo Casanova |
| 14. Juni | Punkte pro Halbzeit: 46 : 25, 31 : 37. |           |         |       | Estadio Osvaldo Casanova |
| 14. Juni |                                        |           |         |       | Estadio Osvaldo Casanova |
| 14. Juni |                                        |           |         |       | Estadio Osvaldo Casanova |

| 15. Juni |                                        | Uruguay | 93 – 75 | Chile | Estadio Osvaldo Casanova |
| 15. Juni | Punkte pro Halbzeit: 50 : 39, 43 : 36. |         |         |       | Estadio Osvaldo Casanova |
| 15. Juni |                                        |         |         |       | Estadio Osvaldo Casanova |
| 15. Juni |                                        |         |         |       | Estadio Osvaldo Casanova |

| 15. Juni |                                        | Brasilien | 93 – 53 | Paraguay | Estadio Osvaldo Casanova |
| 15. Juni | Punkte pro Halbzeit: 57 : 32, 36 : 21. |           |         |          | Estadio Osvaldo Casanova |
| 15. Juni |                                        |           |         |          | Estadio Osvaldo Casanova |
| 15. Juni |                                        |           |         |          | Estadio Osvaldo Casanova |

| 16. Juni |                                        | Uruguay | 86 – 70 | Paraguay | Estadio Osvaldo Casanova |
| 16. Juni | Punkte pro Halbzeit: 45 : 34, 41 : 36. |         |         |          | Estadio Osvaldo Casanova |
| 16. Juni |                                        |         |         |          | Estadio Osvaldo Casanova |
| 16. Juni |                                        |         |         |          | Estadio Osvaldo Casanova |

| 16. Juni |                                        | Chile | 102 – 64 | Bolivien | Estadio Osvaldo Casanova |
| 16. Juni | Punkte pro Halbzeit: 53 : 34, 49 : 30. |       |          |          | Estadio Osvaldo Casanova |
| 16. Juni |                                        |       |          |          | Estadio Osvaldo Casanova |
| 16. Juni |                                        |       |          |          | Estadio Osvaldo Casanova |

| 17. Juni |                                        | Chile | 75 – 80 | Paraguay | Estadio Osvaldo Casanova |
| 17. Juni | Punkte pro Halbzeit: 38 : 26, 37 : 54. |       |         |          | Estadio Osvaldo Casanova |
| 17. Juni |                                        |       |         |          | Estadio Osvaldo Casanova |
| 17. Juni |                                        |       |         |          | Estadio Osvaldo Casanova |

| 17. Juni |                                        | Brasilien | 93 – 59 | Bolivien | Estadio Osvaldo Casanova |
| 17. Juni | Punkte pro Halbzeit: 48 : 35, 45 : 24. |           |         |          | Estadio Osvaldo Casanova |
| 17. Juni |                                        |           |         |          | Estadio Osvaldo Casanova |
| 17. Juni |                                        |           |         |          | Estadio Osvaldo Casanova |

| 18. Juni |                                        | Paraguay | 109 – 58 | Bolivien | Estadio Osvaldo Casanova |
| 18. Juni | Punkte pro Halbzeit: 45 : 23, 64 : 35. |          |          |          | Estadio Osvaldo Casanova |
| 18. Juni |                                        |          |          |          | Estadio Osvaldo Casanova |
| 18. Juni |                                        |          |          |          | Estadio Osvaldo Casanova |

| 18. Juni |                                        | Uruguay | 85 – 102 | Brasilien | Estadio Osvaldo Casanova |
| 18. Juni | Punkte pro Halbzeit: 42 : 43, 43 : 59. |         |          |           | Estadio Osvaldo Casanova |
| 18. Juni |                                        |         |          |           | Estadio Osvaldo Casanova |
| 18. Juni |                                        |         |          |           | Estadio Osvaldo Casanova |

Gruppe B
| Platzierung | Mannschaft  | Punkte | G | V | Körbe   | Diff |
| ----------- | ----------- | ------ | - | - | ------- | ---- |
| 1           | Argentinien | 8      | 4 | 0 | 410:207 | +203 |
| 2           | Venezuela   | 7      | 3 | 1 | 350:284 | +66  |
| 3           | Ecuador     | 6      | 2 | 2 | 256:335 | −79  |
| 4           | Peru        | 5      | 1 | 3 | 260:329 | −69  |
| 5           | Kolumbien   | 4      | 0 | 4 | 227:348 | −121 |

| 14. Juni |                                        | Venezuela | 100 – 52 | Kolumbien | Estadio Osvaldo Casanova |
| 14. Juni | Punkte pro Halbzeit: 57 : 32, 43 : 20. |           |          |           | Estadio Osvaldo Casanova |
| 14. Juni |                                        |           |          |           | Estadio Osvaldo Casanova |
| 14. Juni |                                        |           |          |           | Estadio Osvaldo Casanova |

| 14. Juni |                                        | Argentinien | 107 – 40 | Peru | Estadio Osvaldo Casanova |
| 14. Juni | Punkte pro Halbzeit: 51 : 21, 56 : 19. |             |          |      | Estadio Osvaldo Casanova |
| 14. Juni |                                        |             |          |      | Estadio Osvaldo Casanova |
| 14. Juni |                                        |             |          |      | Estadio Osvaldo Casanova |

| 15. Juni |                                        | Peru | 75 – 84 | Venezuela | Estadio Osvaldo Casanova |
| 15. Juni | Punkte pro Halbzeit: 37 : 39, 38 : 45. |      |         |           | Estadio Osvaldo Casanova |
| 15. Juni |                                        |      |         |           | Estadio Osvaldo Casanova |
| 15. Juni |                                        |      |         |           | Estadio Osvaldo Casanova |

| 15. Juni |                                        | Argentinien | 111 – 37 | Ecuador | Estadio Osvaldo Casanova |
| 15. Juni | Punkte pro Halbzeit: 58 : 23, 53 : 14. |             |          |         | Estadio Osvaldo Casanova |
| 15. Juni |                                        |             |          |         | Estadio Osvaldo Casanova |
| 15. Juni |                                        |             |          |         | Estadio Osvaldo Casanova |

| 16. Juni |                                        | Ecuador | 79 – 72 | Peru | Estadio Osvaldo Casanova |
| 16. Juni | Punkte pro Halbzeit: 31 : 40, 48 : 32. |         |         |      | Estadio Osvaldo Casanova |
| 16. Juni |                                        |         |         |      | Estadio Osvaldo Casanova |
| 16. Juni |                                        |         |         |      | Estadio Osvaldo Casanova |

| 16. Juni |                                        | Argentinien | 94 – 58 | Kolumbien | Estadio Osvaldo Casanova |
| 16. Juni | Punkte pro Halbzeit: 45 : 31, 49 : 27. |             |         |           | Estadio Osvaldo Casanova |
| 16. Juni |                                        |             |         |           | Estadio Osvaldo Casanova |
| 16. Juni |                                        |             |         |           | Estadio Osvaldo Casanova |

| 17. Juni |                                        | Kolumbien | 58 – 81 | Ecuador | Estadio Osvaldo Casanova |
| 17. Juni | Punkte pro Halbzeit: 30 : 39, 28 : 42. |           |         |         | Estadio Osvaldo Casanova |
| 17. Juni |                                        |           |         |         | Estadio Osvaldo Casanova |
| 17. Juni |                                        |           |         |         | Estadio Osvaldo Casanova |

| 17. Juni |                                        | Argentinien | 98 – 72 | Venezuela | Estadio Osvaldo Casanova |
| 17. Juni | Punkte pro Halbzeit: 46 : 49, 52 : 23. |             |         |           | Estadio Osvaldo Casanova |
| 17. Juni |                                        |             |         |           | Estadio Osvaldo Casanova |
| 17. Juni |                                        |             |         |           | Estadio Osvaldo Casanova |

| 18. Juni |                                        | Kolumbien | 59 – 73 | Peru | Estadio Osvaldo Casanova |
| 18. Juni | Punkte pro Halbzeit: 28 : 33, 31 : 40. |           |         |      | Estadio Osvaldo Casanova |
| 18. Juni |                                        |           |         |      | Estadio Osvaldo Casanova |
| 18. Juni |                                        |           |         |      | Estadio Osvaldo Casanova |

| 18. Juni |                                        | Venezuela | 94 – 59 | Ecuador | Estadio Osvaldo Casanova |
| 18. Juni | Punkte pro Halbzeit: 45 : 26, 49 : 33. |           |         |         | Estadio Osvaldo Casanova |
| 18. Juni |                                        |           |         |         | Estadio Osvaldo Casanova |
| 18. Juni |                                        |           |         |         | Estadio Osvaldo Casanova |

### Spiel um Platz 9
| 19. Juni |                                        | Bolivien | 71 – 82 | Kolumbien | Estadio Osvaldo Casanova |
| 19. Juni | Punkte pro Halbzeit: 30 : 41, 41 : 41. |          |         |           | Estadio Osvaldo Casanova |
| 19. Juni |                                        |          |         |           | Estadio Osvaldo Casanova |
| 19. Juni |                                        |          |         |           | Estadio Osvaldo Casanova |

### Spiel um Platz 7
| 19. Juni |                                        | Peru | 68 – 99 | Chile | Estadio Osvaldo Casanova |
| 19. Juni | Punkte pro Halbzeit: 36 : 46, 32 : 53. |      |         |       | Estadio Osvaldo Casanova |
| 19. Juni |                                        |      |         |       | Estadio Osvaldo Casanova |
| 19. Juni |                                        |      |         |       | Estadio Osvaldo Casanova |

### Spiel um Platz 5
| 19. Juni |                                        | Paraguay | 87 – 46 | Ecuador | Estadio Osvaldo Casanova |
| 19. Juni | Punkte pro Halbzeit: 47 : 20, 40 : 26. |          |         |         | Estadio Osvaldo Casanova |
| 19. Juni |                                        |          |         |         | Estadio Osvaldo Casanova |
| 19. Juni |                                        |          |         |         | Estadio Osvaldo Casanova |

### Halbfinale
|  | Halbfinale          | Halbfinale |           |    | Finale | Finale |
|  |                     |            |           |    |        |        |
|  | Venezuela           | 86         |           |    |        |        |
|  | Brasilien           | 91         |           |    |        |        |
|  | 19. Juni            |            |           |    |        |        |
|  |                     |            |           |    |        |        |
|  | Argentinien         | 67         |           |    |        |        |
|  |                     | Brasilien  | 73        |    |        |        |
|  |                     |            |           |    |        |        |
|  | Spiel um Platz drei |            |           |    |        |        |
|  | 19. Juni            | 19. Juni   | Venezuela | 99 |        |        |
|  | Argentinien         | 82         | Uruguay   | 77 |        |        |
|  | Uruguay             | 75         |           |    |        |        |

| 19. Juni |                                        | Venezuela | 86 – 91 | Brasilien | Estadio Osvaldo Casanova |
| 19. Juni | Punkte pro Halbzeit: 38 : 49, 48 : 42. |           |         |           | Estadio Osvaldo Casanova |
| 19. Juni |                                        |           |         |           | Estadio Osvaldo Casanova |
| 19. Juni |                                        |           |         |           | Estadio Osvaldo Casanova |

| 19. Juni |                                        | Argentinien | 82 – 75 | Uruguay | Estadio Osvaldo Casanova |
| 19. Juni | Punkte pro Halbzeit: 46 : 39, 36 : 36. |             |         |         | Estadio Osvaldo Casanova |
| 19. Juni |                                        |             |         |         | Estadio Osvaldo Casanova |
| 19. Juni |                                        |             |         |         | Estadio Osvaldo Casanova |

### Spiel um Platz drei
| 20. Juni |                                        | Venezuela | 99 – 77 | Uruguay | Estadio Osvaldo Casanova |
| 20. Juni | Punkte pro Halbzeit: 47 : 39, 52 : 38. |           |         |         | Estadio Osvaldo Casanova |
| 20. Juni |                                        |           |         |         | Estadio Osvaldo Casanova |
| 20. Juni |                                        |           |         |         | Estadio Osvaldo Casanova |

### Finale
| 20. Juni |                                        | Argentinien | 67 – 73 | Brasilien | Estadio Osvaldo Casanova |
| 20. Juni | Punkte pro Halbzeit: 39 : 37, 28 : 36. |             |         |           | Estadio Osvaldo Casanova |
| 20. Juni |                                        |             |         |           | Estadio Osvaldo Casanova |
| 20. Juni |                                        |             |         |           | Estadio Osvaldo Casanova |

| Brasilien                |
| Meister Brasilien        |
| Fünfzehnte Meisterschaft |

## Abschlussplatzierung
1. Brasilien
2. Argentinien
3. Venezuela
4. Uruguay
5. Paraguay
6. Ecuador
7. Chile
8. Peru
9. Kolumbien
10. Bolivien